# Forbidden Rose
Forbidden Rose je drugi parfem kanadske pjevačice Avril Lavigne. Pušten je u prodaju u srpnju 2010. godine.

## O parfemu
Stvaranje parfema trajalo je dvije godine, uključujući stvaranje samog proizvoda (parfema), dizajniranje parfema te promocija i marketing.
Parfem sadrži nijanse crvene jabuke, vina od breskvi, crnog bibera, lotosa, heliotropa, praline, vanilije i sandalovine. Do sada je poznato kako je parfem pakiran u različitim veličinama i da postoje losioni za tijelo i gelovi za tuširanje.

## Promocija

### Reklama
Za parfem je snimljena reklama, radnja se odvija u jednom gotičkom vrtu. Lavigne ponajprije hoda prema vratima koja su zatvorena. Ona ulazi, a u naletu vjetra privlači pozornost na svjetlo koje sije prema njoj. Lavigne nađe "Forbidden Rose", koju uzima nakon što se trnje povlači. Ona se smije i baca parfem i kameru. Za razliku od prijašnjeg parfema "Black Star", Lavigne ne pjeva svoju pjesmu.

## Vanjske poveznice
- Službena stranica Avril Lavigne
- Službena stranica parfema Forbidden Rose